# Battaglia di Tali-Ihantala
La battaglia di Tali-Ihantala è stata un episodio della guerra di continuazione ed è ad oggi la più grande battaglia combattuta nei Paesi nordici.

## Contesto
Dopo l'avanzata iniziale dell'esercito finlandese nel 1941, il fronte della guerra di continuazione si stabilizzò trasformandosi in una guerra di trincea. Tuttavia, nel gennaio 1944, a seguito della fine dell'assedio di Leningrado, la Stavka ricevette ordine di scatenare un'offensiva contro la Finlandia.
L'Armata Rossa attaccò il fronte finlandese sull'Istmo careliano nel giugno 1944 (coordinandosi con il contemporanea sbarco in Normandia delle truppe anglo-americane). 
Il 10 giugno l'attacco sovietico ruppe le difese finlandesi nei pressi di Valkeasaari, costringendo l'esercito nemico ad assestarsi lungo una seconda linea difensiva schierata tra Vammelsuu e Taipale.
Il 14 giugno tuttavia i sovietici sfondarono questa seconda difesa a Sahakylä e Kuuterselkä e, dopo un vano tentativo di contrattacco della divisione corazzata finlandese, la difesa finnica arretrò ulteriormente lungo la linea tra Viipuri, Kuparsaari e Taipale.
A fronte di queste crescenti difficoltà, il comandante in capo dell'esercito finlandese, il generale Mannerheim, chiese all'aiuto alla Germania che il 16 giugno inviò alcuni reparti della Luftwaffe guidati dal oberst Kurt Kuhlmey. Qualche giorno dopo Hitler fece inviare anche la 122. divisione di fanteria e alcune forniture militari (tra cui, in particolare, le armi controcarro Panzerfaust).
Nonostante ciò l'avanzata sovietica proseguiva inarrestabile e presto raggiunse il lago Saimaa.
Il 21 giugno il governo finlandese chiese a quello sovietico di conoscere le condizioni di un eventuale accordo di pace. L'indomani il ministro degli esteri tedesco Joachim von Ribbentrop arrivò in Finlandia chiedendo che Helsinki proseguisse la guerra come condizione per il sostegno militare nazista. Il Presidente finlandese Risto Ryti diede la sua parola e quando, il 23 giugno, Mosca chiese come condizione della pace la resa della Finlandia, questa rifiutò.

## Il campo di battaglia
La battaglia di Tali-Ihantala venne combattuta in un'area di circa 100 km² tra la zona nord della Baia di Viipuri e il fiume Vuoksi. Le forze sovietiche erano concentrate ad est di Viipuri e da qui attaccarono il villaggio di Tali per proseguire fino a Ihantala (che attualmente si chiama Petrovka, ed è nell'Oblast' di Leningrado).

## La battaglia a Tali

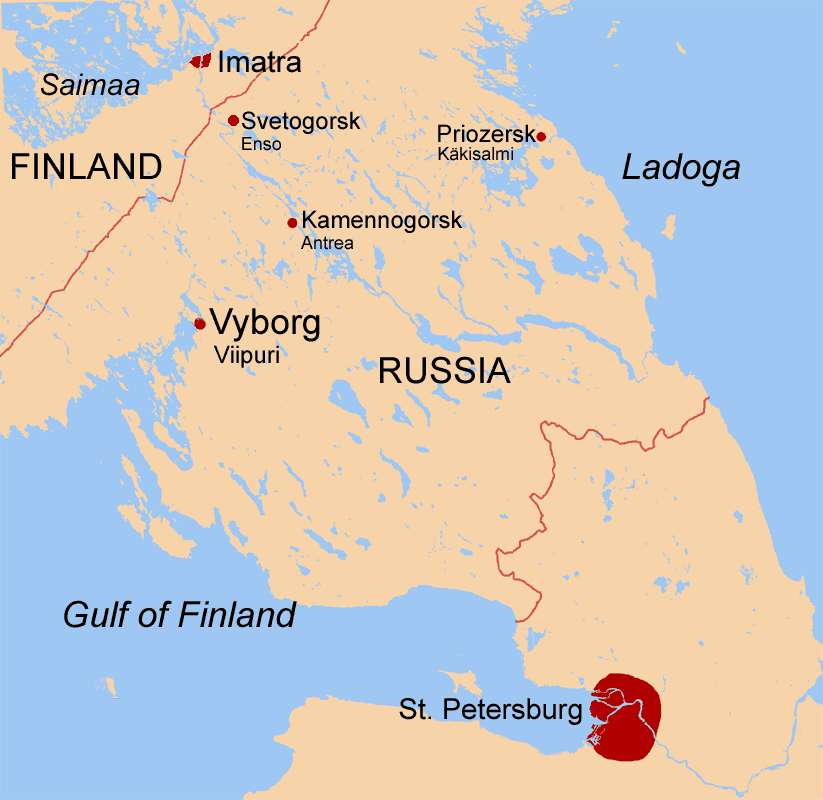
Mappa dell’Istmo di Carelia

Il 20 giugno le difese finlandesi, pur sottoposte al tiro dell'artiglieria sovietica, riuscirono a resistere frenando l'avanzata sovietica in attesa di ottenere rinforzi. 
All'alba del 25 giugno, dopo oltre un'ora di bombardamenti e raid aerei, le forze sovietiche scatenarono un attacco nei pressi del lago Leitimojärvi ma vennero ancora una volta respinti dai finlandesi che contrattaccarono fino a riportare i sovietici sulle loro posizioni iniziali.
Grazie a nuovi rinforzi e all'arrivo della 303. brigata Sturmgeschütz, le unità finlandesi organizzarono un'offensiva ma non riuscirono a circondare le divisioni nemiche.
Il 28 giugno le forze finlandesi ricevettero l'ordine di ritirarsi ma vennero sorprese da un nuovo attacco sovietico. Due giorni dopo, dopo violenti combattimenti, l'esercito finlandese dovette abbandonare Tali rifugiandosi su una linea difensiva più interna.

## La battaglia a Ihantala
Il 3 luglio i combattimenti ripresero con intensi bombardamenti aerei da entrambe le parti. Il 6 luglio i sovietici riuscirono ad avanzare ma furono nuovamente respinti dai finlandesi. Dopo giorni di combattimenti le forze sovietiche ricevettero l'ordine di assestarsi su posizioni difensive ponendo fine all'avanzata.